# Olympique Lyonnais 2004-2005
Questa voce raccoglie le informazioni riguardanti l'Olympique Lyonnais nelle competizioni ufficiali della stagione 2004-2005.

## Maglie e sponsor
Lo sponsor tecnico per la stagione 2004-2005 è Umbro, mentre lo sponsor ufficiale è Renault Trucks.
| Casa | Trasferta | Terza divisa |

## Rosa
Squadra al termine della stagione
| N. |                    | Ruolo | Calciatore                |
| -- | ------------------ | ----- | ------------------------- |
| 1  | Francia (bandiera) | P     | Grégory Coupet            |
| 3  | Brasile (bandiera) | D     | Cris                      |
| 4  | Ghana (bandiera)   | D     | Michael Essien            |
| 5  | Brasile (bandiera) | D     | Cláudio Caçapa (capitano) |
| 7  | Mali (bandiera)    | C     | Mahamadou Diarra          |
| 8  | Brasile (bandiera) | C     | Juninho Pernambucano      |
| 10 | Francia (bandiera) | C     | Florent Malouda           |
| 11 | Brasile (bandiera) | A     | Nilmar                    |
| 12 | Francia (bandiera) | D     | Anthony Réveillère        |
| 13 | Francia (bandiera) | A     | Pierre-Alain Frau         |
| 14 | Francia (bandiera) | C     | Sidney Govou              |
| 15 | Senegal (bandiera) | D     | Lamine Diatta             |
| 18 | Francia (bandiera) | A     | Kévin Jacmot              |

| N. |                    | Ruolo | Calciatore        |
| -- | ------------------ | ----- | ----------------- |
| 20 | Francia (bandiera) | D     | Eric Abidal       |
| 21 | Francia (bandiera) | C     | Bryan Bergougnoux |
| 22 | Francia (bandiera) | A     | Sylvain Wiltord   |
| 23 | Francia (bandiera) | D     | Jérémy Berthod    |
| 25 | Francia (bandiera) | P     | Joan Hartock      |
| 26 | Francia (bandiera) | C     | Jérémy Clément    |
| 27 | Francia (bandiera) | D     | Johann Truchet    |
| 28 | Francia (bandiera) | A     | Karim Benzema     |
| 29 | Francia (bandiera) | C     | Yohan Gomez       |
| 30 | Francia (bandiera) | P     | Nicolas Puydebois |
| 31 | Algeria (bandiera) | C     | Yacine Hima       |
| 32 | Ciad (bandiera)    | C     | Sylvain Idangar   |
| 34 | Francia (bandiera) | C     | Hatem Ben Arfa    |
| 35 | Francia (bandiera) | P     | Daniel Jaccard    |

## Organigramma societario
Area direttiva
- Presidente: Jean-Michel Aulas

Area tecnica
- Allenatore: Paul Le Guen
- Allenatore in seconda: Yves Colleu, Rémi Garde
- Preparatore atletico: Robert Duverne
- Preparatore dei portieri: Joël Bats

Area sanitaria
- Medico sociale: Jean-Jacques Amprino

## Risultati

### Ligue 1
| Arbitro: | Bertrand Layec |

|  |           |           |
|  | Marcatori | 76’ Élber |

| Arbitro: | Stéphane Bre |

|                    |           |              |
| Juninho 70’ (rig.) | Marcatori | 38’ Potillon |

| Arbitro: | Hervé Piccirillo |

|                   |           |             |
| Abidal 31’ (aut.) | Marcatori | 66’ Balmont |

| Arbitro: | Philippe Kalt |

|         |           |  |
| Frau 8’ | Marcatori |  |

| Arbitro: | Claude Colombo |

|          |           |                 |
| Dudu 88’ | Marcatori | 80’, 87’ Nilmar |

| Lione 18 settembre 2004, ore 20:00 CEST (UTC+2) 6ª giornata | Olympique Lione | 0 – 0 referto | Bastia | Stade de Gerland (33 268 spett.)\| Arbitro: \| Damien Ledentu \| |
| Arbitro:                                                    | Damien Ledentu  |               |        |                                                                  |

| Arbitro: | Gilles Veissiere |

|  |           |                        |
|  | Marcatori | 51’ Essien 87’ Malouda |

| Lione 25 settembre 2004, ore 17:15 CEST (UTC+2) 8ª giornata | Olympique Lione | 0 – 0 referto | Monaco | Stade de Gerland (38 825 spett.)\| Arbitro: \| Laurent Duhamel \| |
| Arbitro:                                                    | Laurent Duhamel |               |        |                                                                   |

| Arbitro: | Pascal Garibian |

|                         |           |                            |
| Marin 47’ Feindouno 59’ | Marcatori | 36’, 85’ Juninho 90’ Govou |

| Arbitro: | Olivier Thual |

|                                                   |           |  |
| Diarra 12’ Malouda 16’ Essien 34’ Frau 70’ (rig.) | Marcatori |  |

| Nîmes 23 ottobre 2004, ore 17:15 CEST (UTC+2) 11ª giornata | Istres       | 0 – 0 referto | Olympique Lione | Stade des Costières (10 197 spett.)\| Arbitro: \| Stéphane Bre \| |
| Arbitro:                                                   | Stéphane Bre |               |                 |                                                                   |

| Arbitro: | Thierry Auriac |

|          |           |  |
| Frau 66’ | Marcatori |  |

| Arbitro: | Pascal Vileo |

|  |           |                    |
|  | Marcatori | 35’ (aut.) Itandje |

| Arbitro: | Gilles Veissiere |

|                    |           |  |
| Frau 46’ Govou 58’ | Marcatori |  |

| Parigi 19 novembre 2004, ore 21:00 CET (UTC+1) 15ª giornata | Paris Saint-Germain | 0 – 0 referto | Olympique Lione | Parc des Princes (42 458 spett.)\| Arbitro: \| Alain Sars \| |
| Arbitro:                                                    | Alain Sars          |               |                 |                                                              |

| Arbitro: | Stéphane Bre |

|                        |           |             |
| Wiltord 5’ Juninho 29’ | Marcatori | 66’ Cheyrou |

| Arbitro: | Bruno Derrien |

|                   |           |             |
| Lucas Pereira 89’ | Marcatori | 87’ Juninho |

| Bordeaux 11 dicembre 2004, ore 20:00 CET (UTC+1) 18ª giornata | Bordeaux         | 0 – 0 referto | Olympique Lione | Stade Chaban-Delmas (31 832 spett.)\| Arbitro: \| Gilles Veissiere \| |
| Arbitro:                                                      | Gilles Veissiere |               |                 |                                                                       |

| Arbitro: | Claude Colombo |

|           |           |              |
| Govou 38’ | Marcatori | 3’ Luyindula |

| Arbitro: | Alain Hamer |

|  |           |                           |
|  | Marcatori | 6’ Bergougnoux 42’ Diarra |

| Arbitro: | Stéphane Moulin |

|                             |           |  |
| Juninho 84’ Bergougnoux 87’ | Marcatori |  |

| Arbitro: | Gilles Veissiere |

|                   |           |                    |
| Moussilou 2’, 68’ | Marcatori | 74’ (rig.) Juninho |

| Arbitro: | Stéphane Lannoy |

|                           |           |                 |
| Bergougnoux 43’ Govou 44’ | Marcatori | 90’ Monterrubio |

| Arbitro: | Laurent Duhamel |

|               |           |            |
| Chimbonda 48’ | Marcatori | 19’ Essien |

| Arbitro: | Hervé Piccirillo |

|                                             |           |  |
| Juninho 2’, 52’ Malouda 45’ Bergougnoux 57’ | Marcatori |  |

| Arbitro: | Pascal Garibian |

|                  |           |             |
| J. Rodriguez 84’ | Marcatori | 89’ Clément |

| Arbitro: | Alain Sars |

|                                  |           |                          |
| Wiltord 45’ Malouda 46’ Frau 49’ | Marcatori | 55’ Feindouno 89’ Compan |

| Arbitro: | Bruno Derrien |

|            |           |  |
| Mazure 72’ | Marcatori |  |

| Arbitro: | Fredy Fautrel |

|                       |           |             |
| Juninho 19’ Govou 77’ | Marcatori | 31’ N'Diaye |

| Arbitro: | Hervé Piccirillo |

|  |           |             |
|  | Marcatori | 58’ Wiltord |

| Arbitro: | Thierry Auriac |

|             |           |  |
| Juninho 64’ | Marcatori |  |

| Arbitro: | Gilles Veissiere |

|                        |           |               |
| Cetto 44’ Bagayoko 63’ | Marcatori | 36’, 82’ Frau |

| Arbitro: | Claude Colombo |

|  |           |             |
|  | Marcatori | 44’ Ljuboja |

| Arbitro: | Stéphane Bre |

|  |           |                                 |
|  | Marcatori | 26’ Juninho 45’ Essien 54’ Cris |

| Arbitro: | Laurent Duhamel |

|                              |           |            |
| Govou 35’ Cláudio Caçapa 65’ | Marcatori | 51’ Demont |

| Arbitro: | Pascal Garibian |

|                                          |           |          |
| Malouda 24’ Cris 34’, 45’ Govou 66’, 83’ | Marcatori | 9’ Riera |

| Arbitro: | Claude Colombo |

|  |           |             |
|  | Marcatori | 55’ Juninho |

| Lione 28 maggio 2005, ore 20:00 CEST (UTC+2) 38ª giornata | Olympique Lione | 0 – 0 referto | Nizza | Stade de Gerland (40 352 spett.)\| Arbitro: \| Philippe Kalt \| |
| Arbitro:                                                  | Philippe Kalt   |               |       |                                                                 |

### Coppa di Francia
| Arbitro: | Améziane Khendek |

|  |           |                        |
|  | Marcatori | 27’ Juninho 66’ Nilmar |

| Arbitro: | Damien Ledentu |

|            |           |                               |
| Dalmat 73’ | Marcatori | 66’ Wiltord 78’ (rig.) Diarra |

| Arbitro: | Claude Colombo |

|                  |                      |               |
| B. Rodriguez 55’ | Marcatori            | 90+4’ Wiltord |
|                  | Tiri di rigore 4 – 3 |               |

### Coupe de la Ligue
| Arbitro: | Bertrand Layec |

|                                       |           |                                 |
| Moussilou 56’ Dernis 113’ Dumont 119’ | Marcatori | 90’ Abidal 103’ (rig.) Ben Arfa |

### Trophée des Champions
| Arbitro: | Gilles Veissière |

|                                                         |                      |                                                                 |
| Fiorèse 71’                                             | Marcatori            | 55’ Élber                                                       |
| Pauleta Rothen Yepes Armand Mendy Cissé Benachour Touré | Tiri di rigore 6 – 7 | Bergougnoux Viale Malouda Balmont Juninho Essien Abidal Berthod |

### UEFA Champions League

#### Fase a gironi
| Arbitro: | Wolfgang Stark |

|                   |           |                         |
| Cris 35’ Frau 45’ | Marcatori | 56’, 61’ Van Nistelrooy |

| Arbitro: | Arturo Daudén Ibáñez |

|        |           |                        |
| Jun 7’ | Marcatori | 25’ Essien 58’ Wiltord |

| Arbitro: | Yuri Baskakov |

|           |           |                               |
| Nobre 68’ | Marcatori | 55’ Juninho 66’ Cris 87’ Frau |

| Arbitro: | Stefano Farina |

|                                            |           |                       |
| Essien 22’ Malouda 53’ Nilmar 90+4’, 90+6’ | Marcatori | 14’ Selçuk 73’ Tuncay |

| Arbitro: | Kim Milton Nielsen |

|                                |           |            |
| Neville 19’ Van Nistelrooy 53’ | Marcatori | 40’ Diarra |

| Arbitro: | Konrad Plautz |

|                                                         |           |  |
| Essien 7’ Nilmar 19’, 51’ Idangar 83’ Bergougnoux 90+1’ | Marcatori |  |

#### Fase a eliminazione diretta

##### Ottavi di finale
| Arbitro: | Frank De Bleeckere |

|  |           |                                   |
|  | Marcatori | 9’ Wiltord 77’ Diarra 80’ Juninho |

| Arbitro: | Valentin Ivanov |

|                                                                     |           |                              |
| Wiltord 8’, 55’, 64’ Essien 17’, 30’ Malouda 60’ Berthod 80’ (rig.) | Marcatori | 32’ Micoud 57’ (rig.) Ismaël |

##### Quarti di finale
| Arbitro: | Pierluigi Collina |

|             |           |          |
| Malouda 12’ | Marcatori | 79’ Cocu |

| Arbitro: | Kim Milton Nielsen |

|                                        |                      |                                |
| Alex 50’                               | Marcatori            | 10’ Wiltord                    |
| Robert Beasley Bouma Ooijer Van Bommel | Tiri di rigore 4 – 2 | Abidal Ben Arfa Essien Juninho |